# Remigio Ceballos
Remigio Ceballos Ichaso (Caracas, Venezuela;[cita requerida] 1 de mayo de 1963) es un militar en reserva activa con el rango de almirante en jefe y político venezolano. Fue ministro del Poder Popular para Relaciones Interiores, Justicia y Paz de Venezuela y Vicepresidente de Gobierno para la Seguridad Ciudadana. A su vez, se ha desempeñado por varios años como el comandante general del Comando Estratégico Operacional de la Fuerza Armada Nacional Bolivariana (CEOFANB).
Como miembro de la Infantería de Marina Bolivariana, Ceballos fue ascendiendo de rango hasta llegar a su cargo actual y ha recibido formación militar tanto en Estados Unidos como en Israel. Anteriormente fue ayudante de campo del presidente Hugo Chávez. Remigio ha sido sancionado por la Unión Europea y Estados Unidos, señalado de corrupción y de violación de los derechos humanos.

## Carrera
Remigio Ceballos nació en Caracas, capital de Venezuela. Estudió su licenciatura en Ciencias y Artes Navales en la Academia Militar de la Armada Bolivariana de la Universidad Militar Bolivariana de Venezuela (UMBV). Ceballos sirvió como edecán de Hugo Chávez durante su presidencia. El 18 de julio de 2016, fue designado jefe del vértice “Plan de Seguridad y Defensa Integral” de la Gran Misión Abastecimiento Soberano, creada una semana antes por el presidente Nicolás Maduro. Ha ocupado diferentes cargos dentro del Estado venezolano, entre los que destacan: director de Investigación, Entrenamiento y Doctrina del Segundo Comando y Jefatura del Estado Mayor del Comando General de la Milicia Bolivariana, comandante de Infantería de la Marina Bolivariana del Comando Naval de Operaciones de la Comandancia General de la Armada Bolivariana y viceministro para Planificación y Desarrollo de la Defensa del Ministerio para la Defensa hasta julio de 2015.
Se desempeñó como jefe del Estado Mayor del Comando Estratégico Operacional de la Fuerza Armada Nacional Bolivariana (CEOFANB), desde el 20 de junio de 2017 hasta el 8 de julio de 2021, designado por Nicolás Maduro. El 16 de marzo de 2019 anunció: “Toda la Fuerza Armada está desplegada en todos los estados abordando el sistema eléctrico, hidrológico, servicios de combustible, telecomunicaciones”. El 19 de agosto de 2021, Ceballos fue designado por la administración de Maduro como el ministro de Relaciones Interiores, Justicia y Paz y vicepresidente de Gobierno para la Seguridad Ciudadana.

## Sanciones
El 5 de noviembre de 2019 Ceballos fue sancionado por el Departamento del Tesoro de los Estados Unidos, por actuar “en nombre del régimen opresor del expresidente venezolano Nicolás Maduro, que continúa involucrado en niveles atroces de corrupción y abusos de los derechos humanos”, declaró Steven Mnuchin, secretario del Tesoro. En diciembre de 2020, Reino Unido sanciona a Ceballos junto a los militares Fabio Zavarse y Rafael Bastardo, acusados «de ser responsables de las violaciones a los derechos humanos en Venezuela».
El 22 de febrero de 2021 la Unión Europea sancionó a 19 funcionarios relacionados con el gobierno de Nicolás Maduro. Entre ellos, figura el nombre de Remigio Ceballos, “señalado del uso de fuerza excesiva y tratos inhumanos y degradantes por parte de funcionarios de la FANB y la GNB”.Autor intelectual de todas las torturas y violación de derechos humanos y represión total y absoluta de cualquier tipo de manifestación o protesta de carácter civil en Venezuela.